# Gulbergstjärnen
Gulbergstjärnen är en sjö i Härjedalens kommun i Härjedalen och ingår i Ljusnans huvudavrinningsområde. Sjön har en area på 0,287 kvadratkilometer och ligger 593,1 meter över havet.

## Delavrinningsområde
Gulbergstjärnen ingår i det delavrinningsområde (691992-140429) som SMHI kallar för Ovan Skorvan. Medelhöjden är 544 meter över havet och ytan är 82,15 kvadratkilometer. Räknas de 16 avrinningsområdena uppströms in blir den ackumulerade arean 514,07 kvadratkilometer. Veman (Sör-Veman) som avvattnar avrinningsområdet har biflödesordning 2, vilket innebär att vattnet flödar genom totalt 2 vattendrag innan det når havet efter 296 kilometer. Avrinningsområdet består mestadels av skog (72 procent) och sankmarker (13 procent). Avrinningsområdet har 0,29 kvadratkilometer vattenytor vilket ger det en sjöprocent på 0,3 procent. Bebyggelsen i området täcker en yta av 1 kvadratkilometer eller 1 procent av avrinningsområdet.